# What Child Is This?
"What Child Is This?" é uma cantiga de natal composta em 1865. Com vinte e nove anos, foi diagnosticada uma doença quase-fatal ao compositor William Chatterton Dix, tendo resultado numa depressão. Mesmo com esta experiência de quase-morte, Dix escreveu vários hinos, incluindo "What Child is This?".

## Letra
A letra está exposta em vários livros. A versão abaixo é retirada do Lutheran Service Book de 2006. 
| 1. What child is this, who, laid to rest, On Mary’s lap is sleeping, Whom angels greet with anthems sweet While shepherds watch are keeping? This, this is Christ the King, Whom shepherds guard and angels sing;1 Haste, haste to bring Him laud,2 The baby, the son of Mary! 2. Why lies He in such mean estate Where ox and ass are feeding? Good Christian, fear: for sinners here The silent Word is pleading.3 Nails, spear shall pierce him through,4 The Cross be borne for me, for you;5 Hail, hail the Word Made Flesh,6 The babe, the son of Mary! 3. So bring Him incense, gold, and myrrh; Come, peasant, king, to own Him!7 The King of Kings salvation brings; Let loving hearts enthrone Him!8 Raise, raise the song on high!4 The virgin sings her lullaby.9 Joy! joy! for Christ is born, The babe, the son of Mary! – Lutheran Service Book | Greensleeves Problemas para escutar este arquivo? Veja a ajuda . |
| | Greensleeves                                                     |
| Problemas para escutar este arquivo? Veja a ajuda. |                                                                  |